# Psittacosaurus mongoliensis
Psittacosaurus mongoliensis (gr. "lagarto con pico de loro de Mongolia") es una especie y tipo del género extinto Psittacosaurus  es un género de dinosaurios ceratopsianos psitacosáuridos, que vivió a mediados del período Cretácico, hace aproximadamente 125 a 100 millones de años, desde el Aptiense hasta el Albiense, en lo que hoy es Asia. 

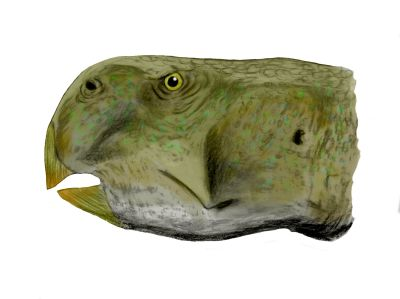
Ilustración del P. mongoliensis.

Los primeros restos de este dinosaurio fueron descubiertos en la tercera expedición del Museo Americano de Historia Natural al desierto de Gobi de Mongolia, cuando uno de los conductores encontró el espécimen tipo, AMNH 6254. Esta misma expedición halló los restos de otros famosos dinosaurios mongoles, incluyendo al Protoceratops, al Ovirraptor y al Velociraptor. Muchas expediciones posteriores por varias combinaciones de paleontólogos mongoles, rusos, chinos, estadounidenses, polacos, japoneses y canadienses también descubrieron especímenes a lo largo de Mongolia y norte de China. En estas áreas, fósiles del Psittacosaurus mongoliensis son hallados en muchos estratos sedimentarios que datan de las épocas Aptiense y Albiense de comienzos del período Cretácico, o aproximadamente de 125 a 100 millones de años. Restos fósiles de alrededor de 75 individuos han sido descubiertos, incluyendo 20 esqueletos completos con cráneos. Se conocen individuos de todas las edades, de crías de menos de 13 centímetros de largo, a viejos adultos que alcanzan cerca de 2 metros en longitud. Es la especie de la que se dispone un mayor número de datos e información, podía alcanzar hasta 2 metros de longitud. El peso máximo del cuerpo de un P. mongoliensis adulto superaba probablemente los 20 kilogramos.
El cráneo del P. mongoliensis es plano en la cabeza, sobre todo atrás del cráneo, con una depresión triangular, o fossa, en la superficie exterior del maxilar, un hueso de la mandíbula superior. Una pestaña es presente en el borde inferior del dental, el hueso sostenedor de dientes en la mandíbula inferior, sin embargo no es tan prominente como en P. meileyingensis. P. mongoliensis está entre las especies más grandes conocidas. El cráneo del espécimen tipo es de 15,2 centímetro de largo, y el fémur asociado de 16,2 centímetro en longitud. Otros especímenes son más grandes, con el mayor fémur reportado que alcanza sobre 21 centímetro de largo.